# Ramanagara
Ramanagaram là một thị trấn và là thủ phủ của huyện Ramanagara, bang Karnataka, Ấn Độ.

## Địa lý
Ramanagaram có vị trí 12°43′B 77°18′Đ / 12,72°B 77,3°Đ Nó có độ cao trung bình là 747 mét (2450 feet).

## Nhân khẩu
Theo điều tra dân số năm 2001 của Ấn Độ, Ramanagaram có dân số 79.365 người. Phái nam chiếm 52% tổng số dân và phái nữ chiếm 48%. Ramanagaram có tỷ lệ 63% biết đọc biết viết, cao hơn tỷ lệ trung bình toàn quốc là 59,5%: tỷ lệ cho phái nam là 67%, và tỷ lệ cho phái nữ là 58%. Tại Ramanagaram, 13% dân số nhỏ hơn 6 tuổi.